# 스타틴
스타틴(영어: statin)은 HMG-CoA 환원효소 억제제로도 알려져 있으며, 약물의 이름이 스타틴(-statin)으로 끝나는 항고지질혈증제의 한 군을 가리킨다. 스타틴은 이상지질혈증 및 고지혈증에 광범위하게 사용되는 약물로서, 이들 질환에 의한 심혈관계 이상 증상과 사망률을 유의하게 낮추는 것으로 알려져 있다. 이러한 효과는 심혈관계 질환 환자 및, 심혈관계 질환이 없는 위험군 환자의 예방적 치료에서도 입증되었다. 콜레스테롤을 낮추는 약제 중 가장 흔하게 사용된다.
콜레스테롤의 운반체 중 하나인 저밀도 지질단백질(LDL)은 지질 가설이라 불리는 기전을 통해 죽상경화증과 관상동맥질환의 발생에 핵심적인 역할을 한다. 스타틴은 LDL 콜레스테롤을 낮추는 데에 효과적인데, 따라서 심혈관계 질환의 발생 위험이 높은 환자의 일차예방이나 이미 심혈관계 질환이 발생한 환자의 이차예방에 널리 사용된다.
스타틴의 부작용에는 근육통, 당뇨병 위험 증가, 비정상적으로 올라가는 간기능검사 수치 등이 있다. 또한 근육의 손상 같이 드물지만 심한 부작용도 보고된 바 있다. 스타틴은 콜레스테롤의 생산에 중추적인 역할을 하는 HMG-CoA 환원효소를 억제하여 작용한다. 높은 콜레스테롤 농도는 심혈관계 질환 발생과 관련이 있다.
현재 약제로 이용 가능한 스타틴에는 아토바스타틴, 플루바스타틴, 피타바스타틴, 로바스타틴, 심바스타틴, 로수바스타틴, 프라바스타틴 등이 있다. 스타틴과 다른 약물을 혼합한 약제들, 가령 에제티미브/심바스타틴도 쓰이고 있다. 스타틴에 속하는 심바스타틴은 WHO 필수 의약품 목록에도 포함되어 있다. 2005년 기준의 미국 판매량은 187억 달러에 이르렀다. 2003년에는 아토바스타틴이 역사상 가장 잘 팔린 약제로 이름을 올리기도 했다. 제조사인 화이자는 2008년 판매량이 124억 달러라고 기록했다.

## 의학적 사용
스타틴은 혈중 콜레스테롤 농도를 낮추고, 죽상경화증과 관련된 질환의 위험을 줄일 수 있다. 죽상경화증 관련 질환의 발생 위험은 심혈관계 질환의 기저 위험 인자(프래밍험 위험 점수)와 과거력에 따라 달라진다. 임상진료지침은 일반적으로 약물 사용 이전에 먼저 콜레스테롤을 낮출 수 있는 식단과 운동 요법을 통해 생활 방식을 개선하도록 권고한다. 이러한 방법으로 목표한 수치에 도달할 수 없는 경우에는 스타틴이 유용할 수 있다. 스타틴은 성별에 관계없이 똑같은 작용을 하는 것으로 여겨지는데, 문헌에 따라 치료 반응에서 약간의 성별에 따른 차이가 기술되기도 했다.
이미 심혈관계 질환의 과거력이 있는 경우 스타틴의 효과에 큰 영향을 미치게 된다. 이로 인해 약제를 사용할 때 크게 '일차예방'과 '이차예방'으로 나누어 사용한다.

### 일차예방
심혈관계 질환의 일차예방을 위해 미국 질병예방 특별위원회(USPSTF)의 2016년 가이드라인에서는 관상동맥질환의 위험 인자가 적어도 하나 있는 사람, 40세에서 75세 사이인 사람, 2013 ACC/AHA 풀드 코호드 알고리즘에서 향후 10년간 심장 질환 발생 위험이 10% 이상인 사람에서 스타틴을 사용하도록 권고한다. 심혈관계 질환의 위험 인자에는 비정상적인 혈중 지질 농도가 나타나는 이상지질혈증, 당뇨병, 고혈압, 흡연이 있다. 또한 같은 조건의 성인에서 향후 10년간 심혈관계 질환 발생 위험이 7.5~10% 또는 그 이상인 경우 저용량에서 중간 정도의 용량으로 스타틴을 선택적으로 사용하도록 권고한다. 70세 이상 성인에서는 동맥이 콜레스테롤로 인해 막힌 과거력이 있는 경우에만 스타틴이 심혈관계 질환 위험을 낮추는 효과가 있다.
대부분의 근거는 스타틴이 심장 질환의 과거력은 없으나 고콜레스테롤혈증이 있는 사람에서 심장 질환을 예방하는 데에도 효과적이라고 주장한다. 2013년의 코크란 리뷰에서는 그 어떤 유해하다는 근거 없이도 사망과 다른 나쁜 예후의 위험을 낮출 수 있다고 밝혔다. 5년 동안 치료했을 때 138명당 1명이 덜 사망하며, 49명당 1명이 심장 질환에 걸리지 않는 효과가 있다. 2011년의 리뷰에서도 비슷한 결론을 냈고, 2012년의 리뷰에서는 남성과 여성 모두에서 치료 효과가 있다고 밝혔다. 2010년의 리뷰에서는 스타틴 치료가 심혈관계 질환의 과거력이 없는 사람에서 남성의 경우에만 심혈관계 질환의 위험을 감소시키며, 남성과 여성 모두에서 사망률에는 이득이 없다고 밝혔다. 2010년에 출판된 두 건의 서로 다른 메타분석에서는 일차예방 시 사망률의 이득은 없다고 밝혔다.
영국 국립보건임상연구원(NICE)에서는 향후 10년간 심혈관계 질환 발생 위험이 10% 이상으로 추정되는 경우에 스타틴 치료를 하도록 권고한다. 미국심장학회(ACA)와 미국심장협회(AHA)의 가이드라인에서는 LDL 콜레스테롤이 190mg/dL 이상인 경우, LDL 콜레스테롤이 70~190mg/dL이면서 40~75세인 경우, 향후 10년간 심장 발작이나 뇌졸중 발생 위험이 7.5% 이상인 경우에심혈관계 질환의 일차예방을 위해 스타틴 치료를 시작하도록 권고한다. 마지막의 경우 조건을 만족하였다고 스타틴을 즉각 사용하기보다는, 임상의와 환자 간에 다른 위험 인자나 생활 방식을 따져 봤을 때 스타틴 사용이 부작용이나 약물 상호작용을 고려하여도 이득이 큰 경우에 환자의 명시적인 동의를 얻고 사용하도록 권장된다. 만일 위험 결정이 불확실하다면 가족력, 관상동맥 석회화 점수(coronary calcium score), 발목위팔지수, 염증 소견(CRP ≥ 2.0mg/L)을 이용하여 위험 결정을 내리도록 한다. 그 외에 사용할 수 있는 추가적인 위험 인자로는 LDL-C ≥ 160나 아주 높은 전생애위험도(lifetime risk, 평생 한 번이라도 병에 걸릴 위험)가 있다. 그러나 일각에서는 AHA/ACC 가이드라인이 최소 50% 정도 위험을 과대평가하여, 가이드라인에서 예측한 것보다 실제로 질환 발생 위험이 낮아 스타틴 치료가 이득이 되지 않는 환자에게도 스타틴 치료를 권장하고 있다고 주장하기도 한다. 유럽심장학회와 유럽죽상경화증학회에서는 추정 심혈관계 점수와 LDL 값을 기준치로 정하여 스타틴을 이용한 일차예방을 권고하고 있다.

### 이차예방
스타틴은 이미 심혈관계 질환에 걸린 환자의 사망률을 낮추는 이차예방에도 효과적이다. 이미 존재하는 심혈관계 질환의 증상과 징후는 다양하다. 이전의 심장 발작, 뇌졸중, 안정 또는 불안정 협심증, 대동맥류, 그 외의 허혈성 질환, 죽상경화증 등이 모두 심혈관계 질환에 포함된다. 심혈관계 질환이 발생할 위험이 높은 사람에서도 스타틴의 사용이 권장된다. 평균적으로 스타틴은 장기간 치료 시 LDL 콜레스테롤을 1.8mmol/L (70mg/dL) 낮출 수 있는데, 이로 인해 심장 발작이나 돌연 심장사를 60% 감소시키고 뇌졸중 발생 위험도 17% 줄일 수 있다. 고강도 스타틴 치료 시에 더 큰 치료상의 이득이 관찰된다. 트라이글리세리드를 줄이고 좋은 콜레스테롤인 HDL 콜레스테롤을 높이는 데에는 피브레이트나 나이아신보다 효과가 적다.
이전에 뇌졸중 병력이 있던 환자의 인지 기능에 스타틴이 미치는 효과를 조사한 연구는 없었다. 그러나 혈관 질환을 가진 환자를 대상으로 한 두 건의 대규모 연구에서는 심바스타틴과 프라바스타틴이 인지 기능에 영향을 미치지 않았다고 보고했다.
스타틴이 심혈관계 수술에서 수술의 예후를 개선하는지 연구가 진행되기도 했다. 사망률과 심혈관 사건이 스타틴을 사용한 환자군에서 감소하였다.
입원했다가 퇴원하는 시점부터 스타틴 치료를 받은 나이가 많은 성인을 대상으로 한 연구도 진행된 바 있다. 심장성 허혈이 있고 입원 당시 스타틴 치료를 받았던 적이 없던 환자는 퇴원한 지 2년 뒤를 기준으로 주요 심혈관 사건과 재입원 위험이 적었다.

### 효과의 비교
직접적인 비교는 없었으나, 모든 스타틴은 효과나 콜레스테롤 감소 정도에 관계없이 효과적인 것으로 여겨진다. 심바스타틴과 프라바스타틴은 부작용 발생률이 비교적 적은 것으로 생각된다.
플라시보군과 비교했을 때 심바스타틴, 프라바스타틴, 아토바스타틴의 효과를 살펴보면 심혈관계 질환과 혈중 지질 농도를 줄이는 데에 차이가 없었다.
2015년 코크란의 체계적 문헌고찰 연구에 따르면 로수바스타틴이 아토바스타틴보다 3배 정도 효과가 크다.

### 가족성 고콜레스테롤혈증
스타틴은 가족성 콜레스테롤혈증 환자, 특히 양쪽 유전자에 모두 이상이 있는 동형접합형 환자의 LDL 콜레스테롤을 줄이는 데에는 효과가 덜할 수 있다. 가족성 고콜레스테롤혈증 환자는 LPL 수용체나 아포지질단백질 B 유전자에 결함이 있는데, 이 둘은 모두 혈액에서 LDL을 제거하는 역할을 한다. 스타틴은 가족성 고콜레스테롤혈증의 일차 치료제로 남아 있는데, 실제 치료 시에는 다른 콜레스테롤 감량을 위한 조치가 필요할 수 있다. 동형접합형 환자에서는 스타틴이 여전히 유용하기는 하지만, 고용량을 사용하며 다른 콜레스테롤을 감소시키기 위한 약제를 병용 투여해야 한다.
가족성 고콜레스테롤혈증이 있는 소아에서 스타틴은 콜레스테롤을 줄이는 데에 효과적이다. 그러나 소아에서 스타틴의 장기간 사용 시 안전성은 불명확하다. 일각에서는 생활 방식 변화로 가족성 콜레스테롤혈증 환아의 콜레스테롤 조절이 충분히 이루어지지 않는다면 스타틴 치료를 8세에 시작해야 한다고 권고한다.

### 조영제 유발성 신증
2014년의 메타분석에서는 관상동맥조영술이나 경피적 관상동맥 중재술을 받는 환자에서 스타틴이 조영제 유발성 신증의 발생 위험을 53%까지 줄일 수 있다고 발표했다. 특히 기존에 콩팥의 기능이상이나 당뇨병이 있을 경우 이러한 효과가 더 강하게 나타났다.

## 부작용
가장 중요한 부작용은 근육의 이상, 당뇨병 발생 위험 증가, 간의 손상으로 인한 혈중 간 효소 농도의 증가 등이 있다. 5년 이상 스타틴 치료를 시행했을 때 10,000명 중 75명에서 당뇨병이, 7.5명에서 출혈성 뇌졸중(뇌출혈)이, 5명에서 근육 손상이 생긴다. 이러한 부작용은 스타틴이 HMG-CoA 환원효소를 억제하여 작용하기 때문일 수 있는데, HMG-CoA 환원효소는 콜레스테롤 합성에 필수적이지만 근육 기능과 혈당 조절에도 필요한 유비퀴논 생산에도 중요한 역할을 한다.
그 외에 발생할 수 있는 부작용에는 신경병증, 이자와 간의 기능 이상, 성기능 이상 등이 있다. 저위험군에서의 위험/이득 비율은 부작용의 비율에 크게 의존적이기 때문에, 이러한 부작용의 발생 빈도는 계속 논란 중에 있다. 코크란의 메타분석에서는 일차예방을 위해 스타틴으로 치료 받은 환자군이 플라시보군과 비교했을 때 과도한 부작용이 발생한다는 근거를 찾지 못했다고 밝혔다. 또 다른 메타분석에서는 플라시보를 받은 환자군보다 스타틴 치료를 받은 환자군에서 부작용이 39% 증가했으나, 심각한 부작용은 증가하지 않았다고 밝혔다. 한 연구의 저자는 무작위 임상시험보다 임상 현장에서 더 흔히 발생한다고 주장하기도 하였다. 한 체계적 문헌고찰은 임상시험 메타분석이 스타틴 사용과 관련된 근육통의 비율을 과소평가하였으나, 횡문근융해증의 발생 비율은 여전히 안심할 수 있을 정도로 낮으며 임상시험에서 나타난 비율인 연간 10,000명당 1~2명과 비슷하다고 밝혔다. 또 다른 체계적 문헌고찰 연구에서는 스타틴을 사용한 환자에서 보고된 부작용 중 소수만이 실제 스타틴으로 인한 것이라고 결론 내렸다.

## 같이 보기
- 리놀레산

### 스타틴 종류
- 로바스타틴(Lovastatin)
- 로수바스타틴(Rosuvastatin)
- 세라바스타틴(ceravastatin)
- 심바스타틴(Simvastatin)
- 아토바스타틴(Atorvastatin)
- 프라바스타틴(Pravastatin)
- 플루바스타틴(Fluvastatin)
- 피타바스타틴(Pitavastatin)